# 乌兹别克斯坦驻华大使馆
乌兹别克斯坦共和国驻中华人民共和国大使馆，简称乌兹别克斯坦驻华大使馆，是乌兹别克斯坦共和国在中华人民共和国的最高外交代表机构。馆址位于中国北京市朝阳区亮马桥路41号。

## 历史
1992年1月2日，乌兹别克斯坦与中华人民共和国建交。1995年，乌兹别克斯坦驻华大使馆在北京开馆。